# فالوفیلیا
فالوفیلیا  (گرفته شده از کلمهٔ یونانی: φαλλόςis به معنای آلت تناسلی مرد، و φιλíα، به معنای جاذبه و اشتیاق و تمایل شدید)، عبارتست از جاذبه و اشتیاق و تمایل شدید جنسی نسبت به آلت مردانهٔ بزرگ است. این حالت، به صورت تحریک شدید جنسی در ارتباط با آلت تناسلی مردانه‌ای که ابعاد و اندازهٔ فوق العاده و  سفتی و استقامت بسیار دارد، توصیف شده‌است.